# Tercera División Grupo 17
De Tercera División RFEF Grupo 17 is een van de regionale divisies van de Tercera División RFEF, de vijfde voetbaldivisie van Spanje. Het is de eerste divisie in de regio Aragón en de Tercera División Grupo 17 bevindt zich in dat opzicht onder de Segunda División RFEF en boven de Regional Preferente de Aragón.

## Opzet
Er zijn 20 clubs die in een competitie tegen elkaar uitkomen. De kampioen promoveert automatisch en de nummers 2 t/m 5 spelen play-offs om één plaats in de Segunda División RFEF. De nummers 17, 18, 19 en 20 dalen af naar de Preferente.
AD Almudévar ·
Atlético de Monzón ·
UD Barbastro ·
CD Belchite 97 ·
CD Binéfar · 
SD Borja ·
CD Brea · 
CF Calamocha ·
CD Cariñena ·
CD Cuarte · 
Deportivo Aragón ·
ADCF Epila ·
UD Fraga ·
SD Huesca B
CF Illueca ·
CD Robres ·
AD Sabiñánigo ·
AD San Juan ·
CD Sariñena · 
CDJ Tamarite ·
CD Teruel ·
Utebo FC ·
CD Valdefierro ·
Villanueva CF ·